# William Watson (haltérophilie)
Pour les articles homonymes, voir William Watson et Watson.
George William Watson, né le 1er juillet 1918 et mort le 4 novembre 1998, est un haltérophile britannique.

## Carrière
William Watson termine huitième du concours d'haltérophilie aux Jeux olympiques d'été de 1948 dans la catégorie des moins de 75 kg. Il remporte la même année la médaille d'argent des Championnats d'Europe d'haltérophilie 1948 dans la même catégorie.  